# Zweedse doedelzak
Een Zweedse doedelzak (Zweeds: Svensk säckpipa) is een doedelzakvariant die in Zweden voorkomt. Hoewel doedelzakken in meerdere landen voorkomen is de Zweedse doedelzak typerend voor doedelzakken uit de regio Dalarna.

## Geschiedenis
Middeleeuwse afbeeldingen in kerken suggereren dat het instrument in heel Zweden verspreid voorkwam. De Zweedse doedelzak was medio 20e eeuw vrijwel verdwenen. Het hedendaagse instrument met de naam 'Zweedse doedelzak' is gebouwd naar de doedelzak die voorkomt in het westelijke deel van de regio Dalarna. Slechts in deze regio overleefde de doedelzaktraditie in Zweden tot op heden.

## Opleving
Eind jaren 30 vond de etnoloog Mats Rehnberg enige doedelzakken in de collecties van het Noords Museum. Hij schreef een thesis over dit onderwerp. Rehnberg slaagde erin om een van de laatste beoefenaars van de Zweedse doedelzaktraditie op te sporen, namelijk Gudmunds Nils Larsson die woonde in het dorpje Dala-Järna. Rehnberg bezocht Larsson samen met een muziekdocent, Ture Gudmundsson, die erin slaagde om een doedelzak te reconstrueren. Ture zou deze replica later bespelen en nam er twee liedjes mee op voor het Zweedse nationale radiostation Sveriges Radio. Gedurende de volgende jaren werden er nog enkele instrumenten gebouwd. In 1981 begon houtbewerker Leif Eriksson met de bouw van een doedelzak die hij zelf had ontworpen. De volksmuziekspeler en violist Per Gudmundson leerde dit instrument te bespelen. Erikssons doedelzakken waren een compromis tussen ongeveer tien verschillende doedelzakken die hij in musea had bestudeerd. Hij voerde enige modificaties door om de instrumenten geschikt te maken voor samenspel in ensembles en met viool.
Heden ten dage zijn er diverse Zweedse volksmuziekensembles waarin de doedelzak een plek heeft veroverd, zoals Hedningarna, Svanevit en Dråm (in de laatste twee spelen Erik Ask-Upmark en Anna Rynefors mee). Bespelers van de Zweedse doedelzak kunnen tegenwoordig meedingen naar de prijs voor traditionele Zweedse muziek  ("riksspelman", rijksspeelman) die te winnen is door deelname aan een speciaal daartoe opgezette muziekwedstrijd.

## Bouw

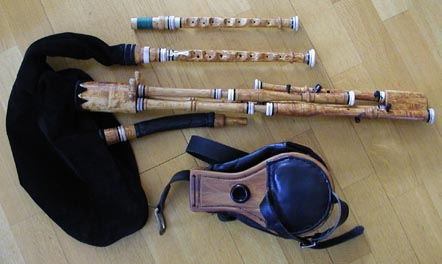
Een moderne Zweedse doedelzak van Alban Faust. Deze kent pijpen in A en G, drie drones, en een blaasbalg.

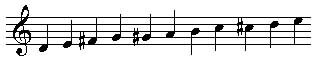
Toonbereik van een standaard Zweedse doedelzak.

De blaasbalg (zak) is aanzienlijk kleiner dan die van veel andere doedelzakken; dit is echter geen groot probleem omdat de pijpen relatief minder luchtstroom nodig hebben. De pijpen hebben een enkelvoudig riet en een cilindrische boring, met een bereik van 1 octaaf. Het instrument is in de basis diatonisch gebouwd (met een melodisch stijgend a mineur - A majeur met een kleine terts, de toonladder start op E). Vorkgrepen of alternatieve vingerzettingen hebben relatief weinig effect op de toonhoogten.

### Extra opties
- Er kan een dubbel vingergat op de plek van het enkele C-gat worden geboord, waarvan er dan een kan worden afgedekt met de vinger (kan ook meer permanent met bijvoorbeeld bijenwas) om de C te laten horen; onafgedekt klinkt de C#. Dit maakt het mogelijk om in de toonsoort A majeur te spelen.
- Het 'stemgat' is een gat dat traditioneel aan de onderzijde van de pijp is geboord en dat gebruikt wordt om de laagte noot te stemmen (met bijenwas wordt daartoe dit gat kleiner of groter gemaakt). Dit gat kan ook aan de bovenzijde worden geplaatst waardoor de stemming tijdens het spelen door een vinger kan worden gebruikt. Hierdoor wordt een lage D aan het bereik toegevoegd.
- Er kan een extra klep worden gemonteerd om een extra gat te openen of te sluiten, dat buiten het normale bereik van de vingers ligt, zodat de bespeler ook een hoge Fis kan spelen.

Het feit dat de pijp met cilindrische boring en enkel riet is gebouwd maakt dat de toonhoogte zo goed als niet wordt beïnvloed door toepassing van vorkgrepen. Ook speelt mee dat de dronepijp is gestemd op de grondnoot en het octaaf van de pijpen, waardoor er snelle wisselingen tussen lage en hoge tonen mogelijk zijn, die stemmen met de bourdontoon van de 'drone'. Hierdoor kan ook de illusie van stilte worden opgewekt en ontstaat de mogelijkheid om staccato-tonen te suggereren op de doorgaande drone.
Het geluid van de Zweedse doedelzak is relatief zacht en niet erg verschillend van het geluid van een mondharmonica of accordeon.